# Saint-Pie
Saint-Pie è un comune del Canada, situato nella provincia del Québec, nella regione di Montérégie.